# Солнечное затмение 8 апреля 2024 года
Солнечное затмение 8 апреля 2024 года — полное солнечное затмение 139 сароса, полную фазу которого можно было наблюдать на территории Мексики, США и Канады. Частные фазы затмения были видны в Северной Америке, а также частично в Западной Европе и в Центральной Америке. Это затмение является повторением через сарос полного солнечного затмения 29 марта 2006 года, полоса полной фазы которого проходила по территории бывшего СССР через Кавказ, Казахстан и юг Сибири. Следующее затмение данного сароса произойдёт 20 апреля 2042 года.
Это затмение — следующее после полных затмений 26 февраля 1979 года в Канаде, 21 августа 2017 года в США и 11 июля 1991 года в Мексике. Единственное затмение в XXI веке, полная фаза которого прошла через Мексику, США и Канаду. Следующее полное затмение в США состоится 30 марта 2033 года.

## Обстоятельства видимости затмения
Полоса полной фазы началась в 16 ч. 38 мин. 52 сек. по всемирному координированному времени (UTC) в центральной зоне акватории Тихого океана в точке с координатами 7°58′13″ ю. ш. 158°20′30″ з. д.. Оттуда лунная тень прошла сначала в восточном, а затем в северо-восточном направлении, пересекла экватор в точке с координатами примерно 0°00′ с. ш. 132°40′ з. д., затем прошла южнее и юго-восточнее мыса Кабо-Фальсо (исп. Cabo Falso; крайняя южная точка мексиканского полуострова Калифорния), а затем по территории Мексики. В Мексике в зону лунной тени попали города Масатлан, Виктория-де-Дуранго (вблизи этого города в точке с координатами 25°17′ с. ш. 104°07′ з. д. в 18 ч. 17 мин. 15 сек. по UTC наступила наибольшая фаза затмения), Торреон и Пьедрас-Неграс. Далее тень Луны вступила на территорию Соединённых Штатов Америки, где проследовала через штаты Техас, Оклахома (юго-восточный край), Арканзас, Миссури, Иллинойс, Индиана, Огайо, затем через озёра Эри и Онтарио и далее вдоль границы США и Канады. В зону лунной тени попали города Кервилл, Даллас, Карбондейл, Индианаполис, Кливленд, Буффало (США), Кингстон, Монреаль, Шербрук (Канада). После этого тень прошла через штат Мэн (США), провинцию Нью-Брансуик (Канада) (здесь в полосу лунной тени попал город Мирамиши), залив Святого Лаврентия, остров Ньюфаундленд (Канада) и вышла в акваторию Атлантического океана, через которую проследовала далее на восток и закончилась в 19 ч. 55 мин. 36 сек. по UTC в точке с координатами 47°27′33″ с. ш. 19°49′33″ з. д. (юго-западнее Ирландии и западнее Франции).
Частные фазы затмения были видны почти во всей Северной Америке (кроме большей части Аляски и крайнего северо-запада канадской территории Юкон) и в Центральной Америке, в Карибском бассейне, на крайнем северо-западе Колумбии, в Гренландии, Исландии, Ирландии (включая Северную), Шотландии, Уэльсе, на крайнем северо-западе Пиренейского полуострова, в центральной и северо-восточной зонах Тихого и северной зоне Атлантического океана.
Основные населённые пункты, где можно было наблюдать полное затмение:
| Населённый пункт    | Время по UTC | Высота Солнца | Длительность |
| ------------------- | ------------ | ------------- | ------------ |
| Масатлан            | 18:09:30     | 69,1°         | 4 м 17 с     |
| Виктория-де-Дуранго | 18:13:59     | 70,2°         | 3 м 47 с     |
| Торреон             | 18:17:55     | 70,1°         | 4 м 11 с     |
| Пьедрас-Неграс      | 18:29:34     | 68,6°         | 4 м 25 с     |
| Кервилл             | 18:34:12     | 67,5°         | 4 м 25 с     |
| Даллас              | 18:42:32     | 64,6°         | 3 м 50 с     |
| Карбондейл          | 19:01:14     | 56,7°         | 4 м 08 с     |
| Индианаполис        | 19:07:53     | 53,0°         | 3 м 49 с     |
| Кливленд            | 19:15:33     | 48,6°         | 3 м 49 с     |
| Буффало             | 19:20:07     | 45,6°         | 3 м 45 с     |
| Кингстон            | 19:23:44     | 42,9°         | 3 м 03 с     |
| Монреаль            | 19:27:28     | 40,0°         | 1 м 30 с     |
| Шербрук             | 19:29:19     | 38,8°         | 3 м 25 с     |
| Мирамиши            | 19:35:55     | 33,3°         | 3 м 08 с     |

Карбондейл стал уникальным местом, где можно было наблюдать 2 полных солнечных затмения в течение 7 лет — в 2017 и в 2024 годах.
Авиакомпания Delta Air Lines запланировала специальный рейс для наблюдения затмения из Остина в Детройт на самолётах A220-300 с большими иллюминаторами, а также различные другие рейсы на пути к полному затмению также будут полностью избегать облачного покрова.

## Изображения
Полное затмение
- Полное затмение в Индианаполисе
- Бриллиантовое кольцо во время полного затмения в Огайо
- Полное затмение в Кливленде
 (на переднем плане — Terminal Tower)
- Полное затмение в Онтарио
- Полное затмение в Виктория-де-Дуранго

Частное затмение
- Частное затмение в Вашингтоне
 (на переднем плане — монумент Вашингтону)
- Частное затмение в Пенсильвании
- Частное затмение в Квебеке
- Частное затмение в Южной Каролине
- Частное затмение в Никарагуа